# پیتر گرینوود (بازیکن فوتبال)
پیتر گرینوود (انگلیسی: Peter Greenwood; ۱۱ سپتامبر ۱۹۲۴ – ۳۰ نوامبر ۲۰۲۱) بازیکن فوتبال اهل بریتانیا بود.
از باشگاه‌هایی که در آن بازی کرده‌است می‌توان به باشگاه فوتبال ویتون آلبیون و باشگاه فوتبال برنلی اشاره کرد.